# 三膦
三膦又称三磷烷，是一种无机化合物，化学式为HP(PH2)2。它可以由室温下很不稳定的联膦分解制得：
2 P2H4   →  P3H5  +  PH3
至今为止获得的样品都含有杂质P2H4和P4H6（包括支链和直链异构体）。